# Пластуновська
Пластуновська — станиця в Дінському районі Краснодарського краю. Центр Пластуновського сільського поселення.
Населення — 9 481 мешканців (2002).
Станиця розташована на березі Другий річки Кочети (сточище Кірпілі) за 36 км східніше Краснодара. Через станицю проходить автомобільна траса М4 (Краснодар — Ростов-на-Дону). Залізнична станція на відрізку Краснодар — Тихорецька.
У народі назва станиці — Пластуно́вка.

## Історія
Пластуновське курінне селище — одне з перших сорока, заснованих на Кубані Чорноморськими козаками в 1794 році. Початкове місце розташування селища — на правому березі річки Кубань, на захід від сучасної станиці Старокорсунська. У 1814 року станиця була остаточно перенесена північніше, на сучасне місце.
У 1915 року у станиці мешкало 11,2 тис. осіб. До революції Пластуновська входила до Катеринодарського відділу Кубанської області.